# استانیسواف میکولسکی
استانیسواف میکولسکی (لهستانی: Stanisław Mikulski؛ ‏ [staˈɲiswaf]؛ ‏ ۱ مهٔ ۱۹۲۹ – ۲۷ نوامبر ۲۰۱۴) بازیگر اهل لهستان بود.
وی بازیگر فیلم‌هایی همچون سرنوشت‌های لهستانی، خاکستر، سربازان آزادی، قماری بالاتر از زندگی، هانس کلوس، قماری بالاتر از زندگی، کارآگاهان جنایی، سایه، رمز انیگما و تدی خرسه بوده است.